# Estádio Antônio Brejeiro
Estádio Antônio Brejeiro – stadion piłkarski, w Tobias Barreto, Sergipe, Brazylia, na którym swoje mecze rozgrywa klub Amadense Esporte Clube.